# Antonín Karel Pálffy z Erdődu
Kníže Antonín III. Karel Pálffy z Erdődu (německy Anton Karl Pálffy ab Erdöd, maďarsky Erdődyi Pállfy Antal Károly, 26. února 1793, Malacky – 24. listopadu 1879, Vídeň) byl uherský šlechtic a diplomat z knížecí linie rodu Pálffyů. Byl rytířem řádu zlatého rouna. V roce 1871 se stal hlavou rodu.

## Život
Narodil se jako syn knížete Josefa Františka Pálffyho  (2. září 1764 – 13. dubna 1827), 2. knížete z Pálffy a jeho manželky, hraběnky Marie Karolíny z Hohenfeldu  (9. listopadu 1774 – 28. července 1758). Měl dva sourozence, bratra Mikuláše (1797–1830) a sestru Annu Marii (1804-1890).
Antonín Karel byl stejně jako jeho otec dědičným nejvyšším županem v Prešpurské župy a dědičným hejtmanem Bratislavského hradu. V letech 1821–1828 byl vyslancem u saského kurfiřtského dvora v Drážďanech. 
Antonín Karel Pálffy z Erdődu zemřel ve Vídni 24. listopadu 1879. 

### Manželství a potomstvo
Antonín Karel se dne 15. ledna 1820 oženil s hraběnkou Leopoldinou z Kounic, dcerou knížete Aloise Václava z Kounic a dámou řádu hvězdového kříže a palácovou dámou rakouské císařovny. Z jejich manželství se zřejmě nenarodily žádné děti.